# Instituto Indigenista Nacional de Guatemala
El Instituto Indigenista Nacional (IIN) fue una institución del Estado de Guatemala dedicada a la integración de los indígenas a la sociedad mediante el estudio del llamado “problema indígena” para lograr mejores condiciones de vida para esta población.  Fue fundado por decreto oficial el 28 de agosto de 1945, basándose en lo resuelto en el Congreso de Pátzcuaro, Michoacán. Sus funciones incluyeron la investigación y asesoría a organismos del Estado, así como la ejecución de ciertos proyectos de desarrollo rural y la publicación de la revista “Guatemala Indígena”, folletos, cartillas y otros materiales.  A lo largo de su historia fue dirigido por personalidades de la vida nacional. Dejó de existir en 1988, 43 años tras su establecimiento. La teoría de la integración social fue duramente criticada por las políticas ladinizadoras, que pretendían una asimilación forzosa del indígena a una “cultura nacional” ladina.

## Orígenes y fundación
El Instituto Indigenista Nacional tiene sus orígenes en el movimiento indigenista interamericano, que  surgió a principios del siglo XX. Es resultado de un movimiento administrativo generado en los Estados americanos, al mostrar un mayor interés en incluir a la población indígena de sus respectivos países en la vida productiva del país y ser una masa consumista de la producción industrial, mediante la creación de Institutos dedicados a ese fin.  Numerosos estudios sobre las formas de vida de las poblaciones indígenas precedían a la creación de las políticas públicas, para lograr así que estas fueran más eficaces. En el Primer Congreso Indigenista Interamericano —el Congreso de Pátzcuaro, en 1940— se hicieron  un total de 72 recomendaciones sobre varios de los “problemas indígenas y su eventual resolución”.  El Acta final del Congreso de Pátzcuaro fue firmada por todos los países representados. El Lic. David Vela firmó en nombre de Guatemala.
Sin embargo, para 1940 el gobierno guatemalteco expresaba oficialmente que en Guatemala no había problema indígena. Aunque el Consejo de Estado había dado un dictamen favorable en cuanto a la creación del Instituto Indigenista Nacional, Jorge Ubico, el entonces presidente de la república, se negaba a cumplir con esta recomendación del Congreso de Pátzcuaro, pues “quería ver algo sospechoso” en ello, en palabras de uno de los fundadores del IIN, David Vela. Tras la caída de Jorge Ubico Castañeda, en 1945, el gobierno de la Revolución se adhirió a la convención sobre el Instituto Indigenista Interamericano y  finalmente, con el apoyo de la Sociedad de Geografía e Historia, el Dr. Juan José Arévalo Bermejo, presidente constitucional de Guatemala, ratificó la Convención de Pátzcuaro y dictó la creación del Instituto Indigenista Nacional mediante el Decreto Número 269, el 28 de agosto de 1945. En el Acuerdo mediante el cual se establece el IIN se dice sobre su propósito: “Que Guatemala, en su constitución étnica confronta el problema de grupos indígenas con una cultura cuyos valores positivos deben protegerse, pero a los cuales es preciso estimular para que eleven su nivel cultural, social y económico y concurran en mejor forma a la integración de una fuerte nacionalidad y que la Constitución de la República, en el inciso 15 del artículo 137, dispone la creación y mantenimiento de instituciones que concentren su atención sobre los problemas indígenas y aseguren el concurso del Estado para la pronta resolución de dichos problemas”.
Antonio Goubaud Carrera, antropólogo social, fue el primer director de esta institución. Para él, el indigenismo era, lo que durante la época  colonial se había conocido como “protección a los indígenas”. Goubaud Carrera sentó muchos de los precedentes de las metodologías y políticas que aplicaría el IIN a lo largo de su historia, aunque posteriormente abandonó el IIN en 1949 a petición personal de Juan José Arévalo para fungir como embajador de Guatemala en Washington D. C., dadas sus excelentes relaciones con instituciones académicas en ese país.

## Funcionamiento y gestión
Desde sus inicios, el IIN fue una dependencia gubernamental adscrita al Ministerio de Educación, de parte de la dependencia de Socios Rurales. Desde sus inicios también, rechazó la base biológica o racial para categorizar al indígena, “por no concordar [estas categorizaciones] con la realidad social”.
Durante sus años de gestión, el Instituto Indigenista Nacional se dedicó principalmente a las investigaciones científicas que tuvieran aplicación inmediata a la solución de problemas en que estuvieran involucradas las culturas indígenas. Más, también cumplió con funciones de cooperación (atender consultas de oficinas gubernamentales sobre temas indígenas); de promoción (proponer al gobierno soluciones para incorporar al indígena a la cultura general del país); y de relaciones (cooperar con el Instituto Indigenista Interamericano, con las instituciones científicas y las fundaciones en la coordinación, desarrollo y administración de proyectos de investigación relacionados con el indígena). En sus inicios, además de la investigación, el Instituto Indígena Nacional debía funcionar como órgano de consulta y consejo de las entidades de gobierno y particulares, en aspectos relacionados con los pueblos indígenas de Guatemala.
Las tareas de investigación del IIN se dirigieron a iniciar, dirigir, coordinar y emprender investigaciones y encuestas de carácter científico, que tuvieran aplicación a la solución de los "problemas indígenas" o que ayudaran al mejor conocimiento de los mismos, aunque no tuvieran aplicación práctica inmediata. Entre las funciones específicas del Instituto Indigenista Nacional figuró el estudio lingüístico de los idiomas indígenas y de los dialectos derivados de los mismos con el fin de analizar su estructura fonética, fonémica y sintáctica para elaborar ortografías con sentido pragmático de estos idiomas. Publicó además la revista trimestral “Guatemala Indígena”, conocida en los primeros trece números como “Boletín del Instituto”. Aunque no se cuenta con datos específicos de todas las investigaciones realizadas por el IIN, puesto que muchas no se publicaron, se sabe que para 1972 ya se habían realizado 198 de ellas, además de 253 monografías sobre comunidades indígenas, un archivo de datos culturales a base de la Guía Murdock, dos mapas lingüísticos de Guatemala, colecciones de música indígena en grabaciones y un muestrario de trajes indígenas. El Seminario de Integración Social Guatemalteca se encargó de publicar varias de sus investigaciones y monografías. 
Finalmente, el Instituto Indigenista Nacional, realizó varias actividades de promoción social, incluyendo iniciativas de ley para proteger las costumbres indígenas, o legalizar sus prácticas, como el matrimonio tradicional. Organizaron también actividades sobre elementos visibles de la cultura indígena (presentaciones musicales, exposiciones de tejidos) y entregaron becas a jóvenes indígenas.

## Crítica
La labor del Instituto Indigenista Nacional se vio limitada por varios factores, y no siguió al pie de la letra las atribuciones establecidos en el Congreso de Pátzcuaro. A lo largo de su historia “los dirigentes no sabían concretamente qué hacer”, según un informe presentado por el Instituto Indigenista Interamericano. Por otra parte, el IIN se enfocó en hacer investigación sobre los pueblos indígenas de Guatemala más que en generar políticas de integración para estos.
A continuación se presentan algunas de las principales limitaciones en su funcionamiento. La poca atención del gobierno guatemalteco a lo que entonces se conocía como el “problema indígena”, evidenciado en el limitado presupuesto asignado para las funciones del IIN. El IIN contó siempre con un presupuesto muy reducido, lo que limitó a su vez su capacidad de ejecución. Según datos proporcionados por una comisión del Instituto Indigenista Interamericano, para la década de 1970, lo único que hacía el Estado era “sostener los sueldos del personal y dejar apenas unos veinticinco mil quetzales para gastos de oficina y los llamados “trabajos prácticos”". Había una falta de teoría indigenista adecuada, tanto en relación con la definición del “problema indígena” guatemalteco, como a la estrategia adecuada para resolverlo. Esto llevó a la ausencia de un plan de trabajo definido, así como de objetivos estratégicos y procedimientos tácticos. La falta de base antropológica, puesto que estuvo formado por funcionarios que habían recibido cursillos de teoría antropológica, habiendo momentos en que no contó con ningún científico social entre su personal. La falta de coordinación interinstitucional, tanto con otras organizaciones indigenistas. Finalmente, la necesidad de una verdadera política indigenista en toda su importancia.
En palabras de Jorge Skinner-Klée tanto el Instituto Indigenista Nacional como el Seminario de Integración Social Guatemalteca se basaban en la tesis de la integración social, según la cual con el apoyo inteligente del Estado se podría robustecer los mecanismos y medios de movilidad social ascendente en beneficio de los estratos más bajos de la sociedad, de las cuales, por centurias y en términos generales han formado parte los indígenas. Se pretendía abogar por un disfrute generalizado de los beneficios del Estado por tanto indígenas como ladinos. Junto a esto, se buscaba un proceso de transformación cultural de la categoría indígena a la ladina, premisa que le ha valido muchas críticas a la tesis de integración social, viéndola como la justificación del Estado para imponer una ladinización forzosa. En la actualidad, los intelectuales y dirigentes indígenas rechazan la idea de la integración social, pues implica una carga de paternalismo y es una idea cuyo tiempo ha pasado ya y que debe ser sustituida por nuevas elaboraciones de pensamiento.
Jorge Skinner-Klée se opone a este pensamiento, pues según él la teoría de la integración social “implicaba claramente la denuncia de una situación en la cual los indígenas han sido víctimas de la explotación, la segregación y de la discriminación social”. Sin embargo, en el contexto guatemalteco actual, a partir de la firma de los Acuerdos de Paz en 1996, y en especial  del Acuerdo sobre Identidad y Derechos de los Pueblos Indígenas, ha aumentado la participación de activistas indígenas, mayas, xincas o garífunas, que se han pronunciado fuertemente en contra de la integración social, optando por propuestas de interculturalidad que excluyan su integración o asimilación al grupo ladino.